# Hillerød Fodbold
Az Hillerød Fodbold, egy dán labdarúgócsapat. 1937-ben alapították, jelenleg a másodosztályban szerepelnek.

## Jelenlegi keret
2023. április 16. szerint.
| #  |     | Poszt | Név                      |
| -- | --- | ----- | ------------------------ |
| 1  | AFG | K     | Ovays Azizi              |
| 2  | DNK | V     | Danilo Babovic           |
| 3  | DNK | V     | Nicolai Hansen           |
| 4  | DNK | V     | Gregers Arndal-Lauritzen |
| 5  | DNK | V     | Lucas Bøje-Larsen        |
| 6  | DNK | KP    | Marinus Due Grandt       |
| 7  | DNK | V     | Jonathan Witt            |
| 8  | DNK | KP    | Tobias Arndal            |
| 9  | DNK | CS    | Frederik Christensen     |
| 10 | DNK | KP    | Mathias Kisum            |
| 12 | DNK | KP    | Nicklas Bjerre-Schmidt   |
| 13 | DNK | KP    | Matin Al-Atlassi         |
| 14 | DNK | KP    | Devrim Sahin             |
| 15 | DNK | V     | Mads Julø                |

| #  |     | Poszt | Név                   |
| -- | --- | ----- | --------------------- |
| 16 | DNK | CS    | Justin Shaibu         |
| 17 | DNK | CS    | Jonas Hemmingshøj     |
| 18 | DNK | V     | Simon Sharif          |
| 19 | DNK | CS    | Johannes Houborg      |
| 20 | DNK | KP    | Berzan Kucukyildiz    |
| 21 | MAR | KP    | Hamid El Idrissi      |
| 22 | DNK | CS    | Essam Salamoun        |
| 24 | DNK | CS    | Victor Mohr           |
| 26 | DNK | K     | Jonas Dakir           |
| 27 | DNK | V     | Filip Panjeskovic     |
| 28 | DNK | V     | Mads-Emil Langberg    |
| 30 | DNK | K     | Hjalte Just Dalsgaard |
| 40 | DNK | K     | Thomas Gall           |
| 68 | DNK | CS    | Youssef Dhaflaoui     |

## Külső hivatkozások
- Hivatalos honlap